# Rafaël Acevedo
Rafaël Acevedo (Sogamoso, 4 mei 1957) is een Colombiaans voormalig wielrenner.

## Carrière
Acevedo behaalde de meeste van zijn overwinningen in eigen land. Maar nam ook deel aan zeven grote rondes waarvan hij er vijf uitreed, zijn beste resultaat behaalde hij in 1984 met een twaalfde plaats. Hij werd in 1986 derde in het bergklassement van de Giro.

## Overwinningen
1975
- Colombiaans kampioen op de weg, Junioren

1978
- Bergklassement Vuelta a Boyacà

1979
- 9e etappe Ronde van Colombia

1980
- 2e etappe deel B Vuelta a Boyacà
- 2e etappe Ronde van Colombia
- Puntenklassement Ronde van Colombia
- Combinatieklassement Ronde van Colombia

1981
- 6e etappe Ronde van Colombia
- 12e etappe Ronde van Colombia
- Bergklassement Ronde van Slowakije

1982
- 7e etappe Ronde van Colombia
- Puntenklassement Ronde van Colombia
- Bergklassement Ronde van de Toekomst

1986
- Vuelta a la Costa

1988
- Clasico Centenario de Armenia

## Resultaten in de voornaamste wedstrijden
| \| Jaar \| Ronde van Italië \| Ronde van Frankrijk \| Ronde van Spanje \| \| ---- \| ---------------- \| ------------------- \| ---------------- \| \| 1984 \| \| 12e \| \| \| 1985 \| 42e \| 43e \| \| \| 1986 \| \| opgave \| 44e \| \| 1987 \| \| 18e \| \| \| 1988 \| \| \| opgave \|(*) tussen haakjes aantal individuele etappe-overwinningen |                  |                     |                  |
| Jaar | Ronde van Italië | Ronde van Frankrijk | Ronde van Spanje |
| 1984 |                  | 12e                 |                  |
| 1985 | 42e              | 43e                 |                  |
| 1986 |                  | opgave              | 44e              |
| 1987 |                  | 18e                 |                  |
| 1988 |                  |                     | opgave           |